# Klaus Ambrosch
Klaus Ambrosch (* 23. Mai 1973 in Knittelfeld) ist ein ehemaliger österreichischer Leichtathlet.

## Sportliche Karriere
Der 1,87 Meter große Klaus Ambrosch startete 2000 für Union Salzburg. Bei den Österreichischen Staatsmeisterschaften gewann er 1998, 1999 und 2002 im Zehnkampf. 2005 und 2007 siegte er im Speerwurf. Hinzu kamen zwei Hallentitel im Siebenkampf. Als Student der University of Arizona siegte er 1998 bei den Meisterschaften der National Collegiate Athletic Association mit 7825 Punkten. Seine persönliche Bestleistung im Zehnkampf erreichte Ambrosch am 26./27. Mai 2001 in Götzis, als er auf 8122 Punkte kam. Den Speer warf er am 23. Juli 2006 in Schwechat auf 74,29 Meter.
2000 bei den Olympischen Spielen in Sydney erreichte Ambrosch den 18. Platz mit 7917 Punkten. Im Jahr darauf bei den Weltmeisterschaften in Edmonton brach er den Zehnkampf ab, nachdem er im Weitsprung keinen Sprung in die Wertung gebracht hatte. Drei Wochen später wurde er mit 7603 Punkten Siebter bei der Universiade in Peking. 2002 nahm Ambrosch im Siebenkampf an den Halleneuropameisterschaften in Wien teil. Mit 5638 Punkten wurde er Zwölfter. Im Sommer bei den Europameisterschaften in München erreichte Ambrosch mit 7773 Punkten ebenfalls den zwölften Platz.
Gegen Ende seiner Karriere konzentrierte sich Ambrosch unter der Anleitung des Trainers Boris Henry auf den Speerwurf.